# Companhia Nacional dos Caminhos de Ferro ao Sul do Tejo
La Companhia Nacional dos Caminhos de Ferro ao Sul do Tejo era una società portoghese che costruì e gestì i collegamenti ferroviari tra Barreiro, Setúbal e Vendas Novas, in Portogallo.

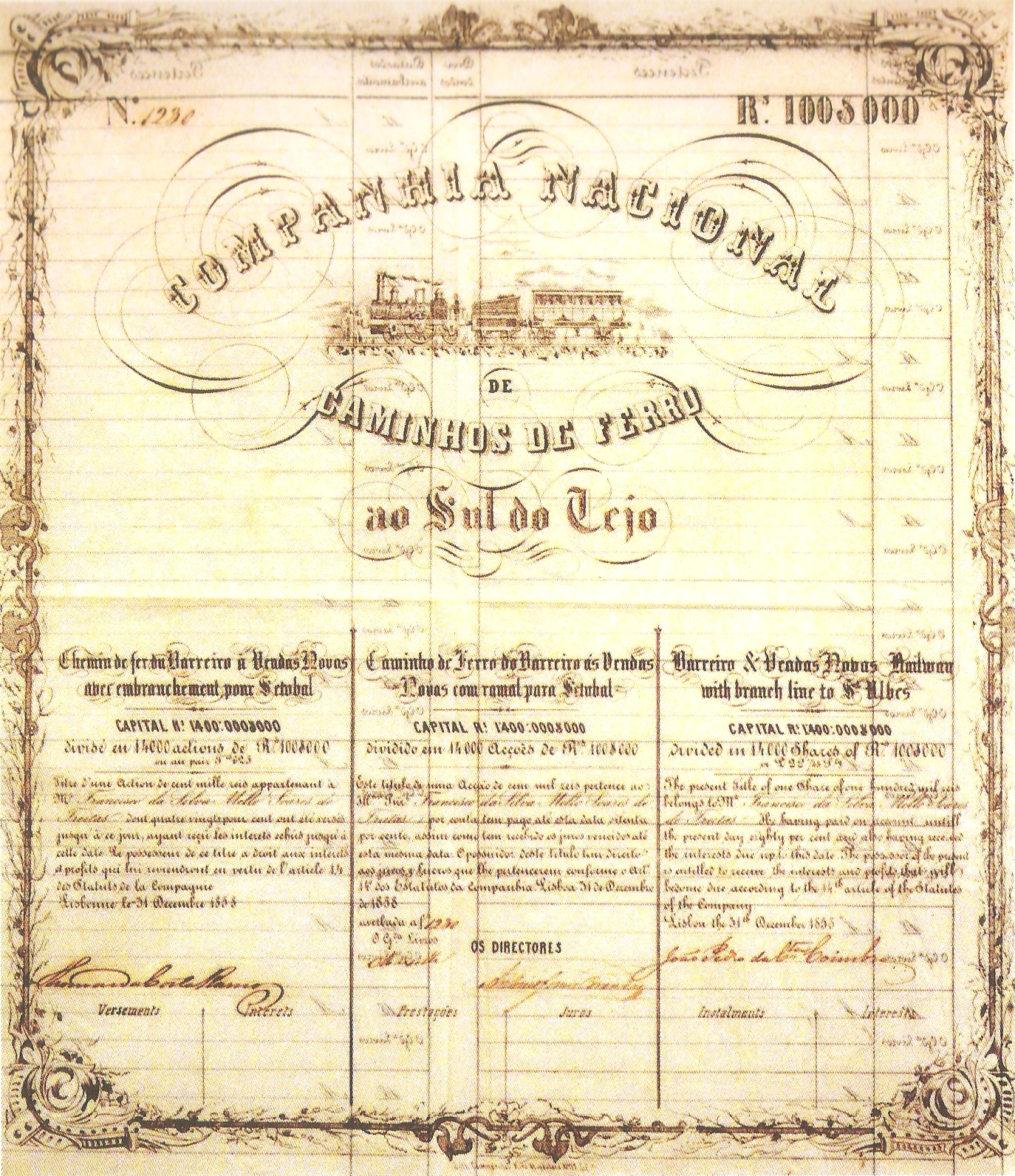
Titolo azionario del 1858 della Companhia Nacional dos Caminhos de Ferro ao Sul do Tejo

## Storia

### Le origini
Il 24 luglio 1854 un gruppo di imprenditori ottenne una concessione dal governo portoghese al fine di costruire ed esercire una ferrovia tra Vendas Novas e un porto sito sulla sponda Sud del fiume Tago con il quale collegarsi per via fluviale a Lisbona. Allo scopo fu costituita la Companhia Nacional dos Caminhos de Ferro ao Sul do Tejo alla quale il 6 dicembre 1854 fu trasferita la concessione. Gli statuti della compagnia vennero pubblicati il 6 febbraio 1855.

### Costruzione del Caminho de Ferro do Sul

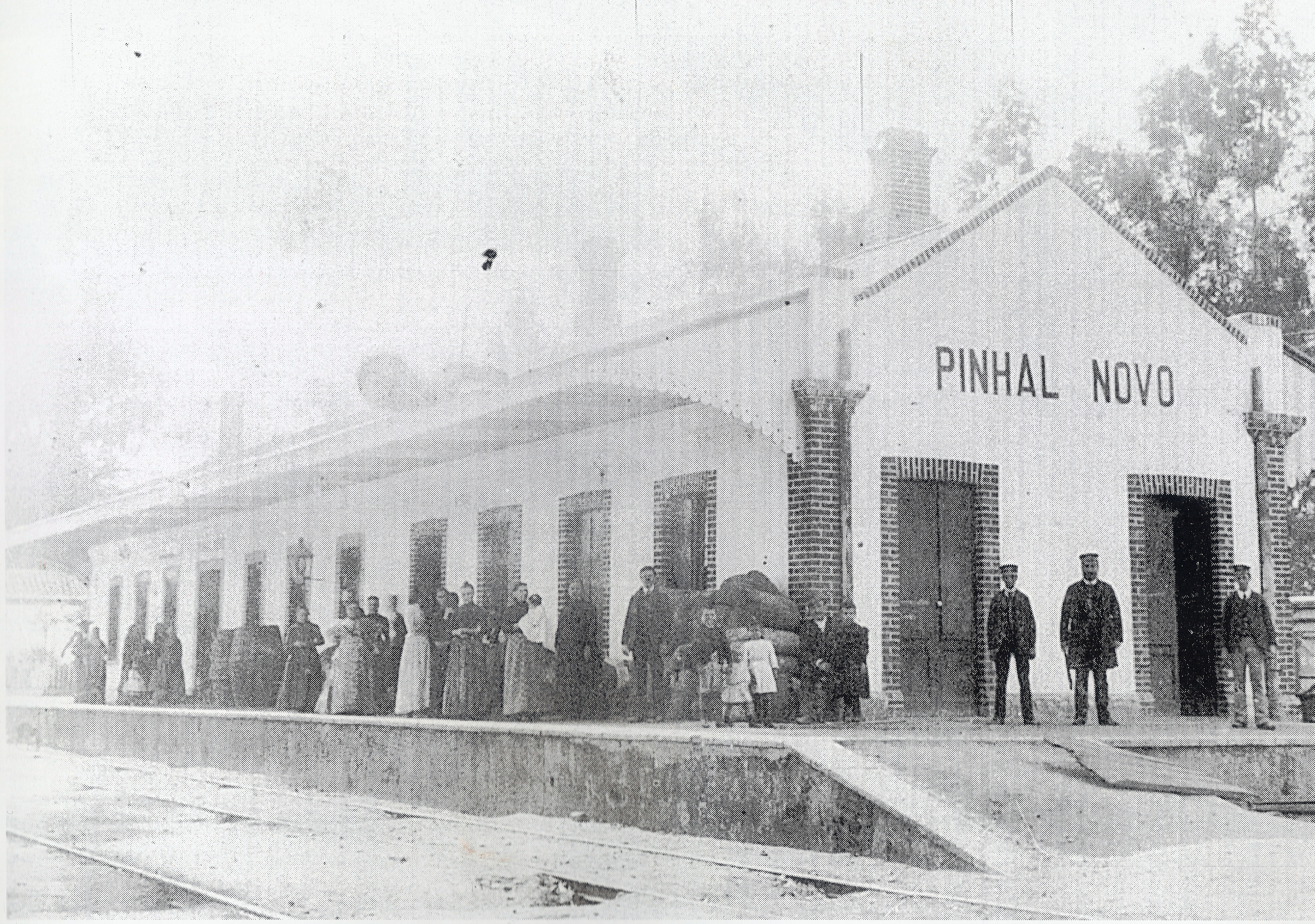
Stazione di Pinhal Novo alla fine del XIX secolo

Il progetto di ferrovia prevedeva come punto in cui costruire il porto fluviale Aldeia Galega (in seguito Montijo) ma venne spostato in prossimità di Barreiro per le migliori condizioni del sito.
La prima tratta del Caminho de Ferro do Sul, a scartamento 1440 mm, tra Barreiro e Bombel fu inaugurata il 15 giugno 1857 dalla Companhia Nacional de Caminhos de Ferro ao Sul do Tejo.

### Problemi di esercizio
Il 1º febbraio 1861 fu inaugurato il "Ramal de Setúbal", tra la stazione di Pinhal Novo, posta sul "Caminho de Ferro do Sul" e Setúbal; lo scartamento di tale tratta fu quello ordinario (1440 mm) come tutti gli altri realizzati dalla compagnia. Nello stesso periodo fu raggiunta Vendas Novas.
La gestione della Companhia fu oggetto di contestazione da parte dello Stato rispetto agli accordi di trasporto della posta in quanto inoltrata con treni ordinari anziché con quelli espressi. Un ulteriore problema si delineò in quanto la Companhia do Sueste che costruiva la sua ferrovia da Vendas Novas aveva adottato lo scartamento largo (iberico); ciò presupponeva il trasbordo di merci e viaggiatori nella detta stazione con costi e perditempi.
Per bloccare le manovre speculative dell'imprenditore spagnolo José de Salamanca tendenti ad accaparrarsi i diritti di costruzione ed esercizio della ferrovia del sud, il re del Portogallo Pietro V, dispose il trasferimento in mani dello stato della gestione e la revoca della concessione.

### Nazionalizzazione e fine della compagnia
Nel mese di settembre 1861 lo Stato iniziò il rilevamento della gestione della rete ferroviaria a Sud del fiume Tago. Le linee rimasero in gestione governativa fino ad aprile 1864. Dopo tale data le concessioni vennero trasferite alla Companhia do Sueste con la clausola che questa procedesse al cambio di scartamento unificandolo a quello largo.